# (25078) 1998 QV99
A (25078) 1998 QV99 a Naprendszer kisbolygóövében található aszteroida. Eric Walter Elst fedezte fel 1998. augusztus 26-án.